# ТВК (телеканал, Липецк)
«ТВК» — липецкий телеканал. Вещал на частоте телеканала «РЕН ТВ» (12 ТВК).
Телекомпания была официально зарегистрирована в августе 1992 года по данным в открытых источниках. В 2002 году она вошла в медиахолдинг «Румедиа». Это был первый независимый телеканал Липецкой области.
Программы «ТВК» можно было смотреть на всей территории Липецкой области. Потенциальная аудитория, по данным сайта телекомпании, — около 1 млн человек.
Название телекомпании образовано из первых букв трех фамилий основателей: Труфанова Леонида Евгеньевича, Василенко Юрия Гавриловича и Кулагина Михаила Сергеевича.

## История
Телекомпания «ТВК» начала свою деятельность в декабре 1990 года и была зарегистрирована в Администрации Советского округа как малое предприятие «ТВК-видео».

### 1990-е годы
31 мая 1991 года «ТВК» начала эфир в кабельных сетях. Первое, что увидели абоненты кабельных сетей — фильм «К-9: Собачья работа». По словам основателя телекомпании Леонида Труфанова это кино просмотрело 2 человека, однако несмотря на это телекомпания сделала прорыв, ведь телеприемники липчан в этот момент ловили 3 телевизионных канала на качество приема которых влияло даже направление ветра. Со временем количество абонентов увеличивалось.
Осенью этого же года «ТВК» начала выпускать собственные программы. Одна из них — «Искрение ваши» (она была популярная в Липецке не менее чем телеигра «Поле чудес», так как именно там можно услышать свое имя с экрана телевизора). Первой ведущей была Марина Лазуткина.
3 августа 1991 года состоялась первая пробная передача ТВК-Липецк — ТВК появилась в августе 1992 года по данным За честный бизнес прошла официальная регистрация. 31 декабря 1991 года телекомпания начала регулярное эфирное вещание на 12 метровом канале, где ранее вещала Образовательная программа ЦТ нет подтверждения регистрации 1991 года. Телепрограмма была доступна лишь при условии приобретения дешифратора стоимостью 300 руб. и ежемесячной абонентской платы в 25 руб. Благодаря этому местные программы «ТВК» теперь мог смотреть весь город.
В ноябре 1992 года состоялся первый выпуск программы «ТВК-Ньюс» (позднее — «ТВК-Новости»), первым ведущим данной программы которого был Дмитрий Перерослый.
В эти годы сотрудники большей части телекомпании набирали по объявлению, ценили энтузиазм и творчество. Они брали на себя по несколько ролей разом.
В мае 1994 году у ТВК появился первый сетевой партнер — ТВ-6.
В 1996 году «ТВК» отметила свое 5-ти летие масштабно. На концерт по случаю дня рождения телекомпании собралась целая площадь людей. Любимую народом телекомпанию звали снимать юбилей и забастовки, открытия магазинов и рухнувшие стены. Журналисты работали в горящих точках, освещая события первой и второй чеченских войн.
Благодаря доходам от кабельной сети телекомпания существовала безбедно. Редакция могла позволить себе полную независимость. По итогам 90-х годов телекомпания неизменно оказывалась в лидерах по степени доверия.
В конце 90-х годов в программе «ТВК-Новости» поменялась студия, инженеры придумали как самим сделать телесуфлер, ведущие перестали прятать глаза в бумагах.
В 1999 году «ТВК» первая в Липецке организовала прямые трансляции хоккейных матчей из ДС «Звездный». Несмотря на то, что камера во время трансляции тряслась от топота болельщиков и несмотря на литературные выкрики, энтузиазма не было.
Работу Липецких журналистов начали замечать и на федеральном уровне. В 1998 году Елена Дергунова вошла в число лучших ведущих информационных программ, а фильм Ильи Сахарова «Тайны старого Липецка» признали лучшей краеведческой программой.
С тех пор награды в редакцию стали приезжать чуть ль ежегодно: 2001 год — «ТВК-Новости» в конкурсе «Новости. Время местное» признают лучшей информационной программой, Елена Дергунова — лучшей ведущей, Татьяна Сухарева — лучшим репортером, а в 2003 году «ТВК-Новости» получает «ТЭФИ».
В конце 90-х годов телекомпания погрязла в судах. После экономического кризиса в 1998 году, оказавшись в непростом финансовом положений Леонид Труфанов продал контрольный пакет акции структурам связанным с ПАО «НЛМК», 30 % из которых перешли к Елецкому заводу «Энергия».

### 2000-е годы
В конце августа 2001 года новым генеральным директором «ТВК» стал бывший программист Дмитрий Колбаска. Признавать нового директора большая часть сотрудников отказалось, тем самым борьба за канал быстро перешла от судебной тяжбы к силовой операций, и 29 августа 2001 года журналисты стояли перед закрытой дверью своей студии. Тем временем журналистам приютила вторая негосударственная телекомпания города — СТВ-7, и пока у дверей редакций шли битвы, «ТВК-Новости» все равно выходили, хоть из чужого угла.
В итоге чиновникам не удалось настоять на своем, и в 2002 году после этого телеканал вошёл в медиахолдинг «Румедиа», сменил сетевого партнера на РЕН ТВ и стал считаться оппозиционным областным новостям.
В 2004 году владельцы решили объединить ТВК и СТВ-7. Конечно для обеих редакций этот процесс был сложным.
После этих событий Илья Сахаров, Елена Дергунова и Татьяна Сухарева покинули ТВК.
В середине 2000-х годов было решено слить ТВК и СТВ-7. Компромисс при этом был тяжелым для всех, и в результате телекомпании объединились в руководстве СТВ-7, но под именем ТВК. Первое время договариваться объединенному коллективу пришлось не только за кадром, но и в прямом эфире. Поделится секретами долгожительства с Юрием Подкопаевым мог бы Денис Казанский (он работал в эфире с 18 лет). В 2005 году он покинул ТВК. Также через несколько лет ушли с ТВК: Юрий Подкопаев, Марина Зубакова, Максим Халимончук, Ольга Харина и Александр Алексеев.
В 2006 году ТВК поменяло логотип и оформление. Помимо этого, телекомпания запустила программу «С новым утром!» (в 1 выпуске корреспондент Наталья Тюрина прыгнула в прорубь) и уличный футбол на свой собственный «Кубок ТВК». Редакция программы «С новым утром!» выпускала несколько рублик, включая самостоятельные проекты. Вера Корабельникова, когда-то готовившее в программе «С новым утром!» завтрак для липчан, перешла на итальянскую кухню (она стала жить в Риме). В программу «С новым утром!» умещались все рубрики. В 2008 году в спецвыпуске от 1 сентября добавили в коллекцию телекомпании еще одного Орфея.
«Кубок ТВК» тоже оказался удачной затеей, ведь эту награду вручали уже в 10 раз. Погонять в мяч с липчанами приезжали известные среди болельщиков москвичи. Денис Казанский несколько раз привозил в Липецк команду коллег-комментаторов.

### 2010-е годы
В начале 2010-х годов новым генеральным директором стала Марина Герасина.
В 2014 году телекомпания была награждена ТЭФИ за акцию «Спайс убивает». В рамках этого проекта во всех улицах Липецка были закрашены сотни надписей с рекламой синтетических наркотиков.
В 2016 году в редакции программы «ТВК-Новости» оставалось 4 человека: Вероника Боскакова, Светлана Федоренко, Татьяна Ермишина и Татьяна Кащук.

### Закрытие
Летом 2016 года советом учредителей было принято закрыть телекомпанию в связи со сложной экономической ситуацией. Подробную причину рассказала генеральный директор телекомпании Марина Герасина в программе «Точка зрения», хотя многие жители Липецка встали на защиту телеканала (в это время прошли акции протестов против закрытия телекомпании), но это ему не помогло.
4 сентября сотрудники телеканала попрощались со зрителями. Утром 5 сентября состоялся последний выпуск программы «С новым утром!», а в 19:00 состоялся последний выпуск программы «ТВК-Новости» — мини-фильм о том, что делала телекомпания за все 25 лет. После закрытия «ТВК» своё существование также прекратили телеканалы «СТС-Липецк» и «Домашний-Липецк». В настоящее время на данных частотах ведётся чистый федеральный эфир с региональной рекламой.
В начале 2017 года прекратил работу сайт tvk-tv.ru.

## Программы
- «ТВК-Новости» (один текущий выпуск и два повтора; новости также были представлены на сайте телекомпании)
- «Точка зрения» (интервью в прямом эфире)
- «С новым утром!» (утренняя развлекательная программа)
- «Удачный сезон» (программа для садоводов и огородников)
- «Моя машина» (программа про автомобили)

## Награды
Телекомпания неоднократно становилось победителем профессиональных конкурсов и лауреатом премии ТЭФИ. Основные награды:
- 2000 год — на съезде Национальной Академии Телевидения телекомпания ТВК признана лучшей региональной телекомпанией России;
- 2003 год — программа «ТВК-Новости» лауреат премии ТЭФИ-регион в номинации «Ежедневная информационная программа»;
- 2006 год — программа «С новым утром» финалист Девятого Евразийского Телефорума в номинации «Ежедневная информационно-развлекательная программа»;
- 2008 год — программа «Звездный след» финалист конкурса «Созвездие РЕН ТВ-2007-2008», в номинации «Лучшая развлекательная программа»;
- 2008 год — специальный корреспондент ТК ТВК Олеся Кузьмина стала финалистом 2 всероссийского телевизионного конкурса «Профессия — репортер» в номинации «Специальный репортаж»;
- 2009 год — программа «С новым утром» лауреат премии ТЭФИ-регион в номинации «Лучшая развлекательная программа»;
- 2010 год — программа «С новым утром» финалист конкурса «Созвездие РЕН ТВ-2009» «Ежедневная информационно-развлекательная программа»;
- 2011 год — программа «ТВК-Новости» победитель конкурса «Созвездие РЕН ТВ-2011» в номинации «Лучшая информационная программа»;
- 2011 год — программа «С новым утром» финалист конкурса «Созвездие РЕН ТВ-2009» «Ежедневная информационно-развлекательная программа»;
- 2012 год — специальный корреспондент ТВК Татьяна Ермишина признана лучшим телевизионным журналистом Липецкой области;
- 2014 год — ТВК получила ТЭФИ в номинации «Телевидение и жизнь» за создание проекта «Спайс убивает».

## Размещение рекламы
До закрытия телеканалов «ТВК», «СТС-Липецк» и " Домашний-Липецк " этим занималось рекламная служба Прайд Медиа.

## Офис
Офис телекомпании находился на улице Первомайская, 59 (Стадион «Металлург»).

## Умершие
В годы существования телекомпания понесла невосполнимые потери:
В январе 2010 года умер Виктор Коновалов (1954—2010) — безусловная звезда и легенда Липецкого вещания, обладатель образцовой дикции. Зрители ценили это, простится с ним пришли сотни липчан.
— Вот так. Вся жизнь в Липецке за пару минут как в калейдоскопе. И знайте, я благодарен себе, за то, что я родился именно здесь, ведь так хочется думать, где родился, там и пригодился. С любовью к Липецку, Виктор Коновалов.
В конце 2014 года не стало Ольги Меньшиковой. Она стояла у истоков Рязанской и двух Липецких телекомпании. Блестящее работала на ТВК в 90-х. Мечтала написать о своей работе книгу.
— Но это будет не скоро. Я еще не так стара, чтобы сесть за книгу.